# Партия бирманской социалистической программы
Партия бирманской социалистической программы (БПСП, Ланзин) — политическая партия, созданная 4 июля 1962 года тогдашним лидером Бирмы У Не Вином. Партия исповедовала идеологию на стыке социализма и буддизма, при этом применяла репрессии против левой и буддистской оппозиции. В 1988 году была преобразована в Национальную партию единства.

## История возникновения
Партия была образована 4 июля 1962 года после провозглашения декларации «Бирманский путь к социализму» Революционным Советом 30 апреля того же года. Декларация стала программой партии. Основателем партии стал У Не Вин.
Согласно заявлениям основателей партии, её идеология должна была совместить в себе идеи коммунизма и буддизма, на чём строилась и декларация «бирманского пути к социализму». Другим программным документом партии стал буклет «Особые характеристики Партии бирманской социалистической программы» (англ. «Special Characteristics of the Burma Socialist Programme Party»), опубликованный в январе 1963 года — на бирманском и английском языках. Согласно этому документу, новая партия отделяла себя и от «буржуазных» социал-демократов, и от коммунистов. Партия объявляла своё несогласие с верой социал-демократов в построение социализма парламентскими методами. Коммунистов же партия обвиняла в «вульгарном материализме».
В январе 1963 года партия выпустила документ «Система отношений человека с окружающей средой» (англ. «The System of Correlation between Man and His Environment»), в которой были обобщены философские идеи марксизма и буддизма с целью «подогнать» их к основным положениям «бирманского пути».

## Структура партии
Партия бирманской социалистической программы строилась на принципе демократического централизма. Высшим органом партии был съезд (Конгресс), созываемый один раз в 4 года. Съезд избирал Центральный комитет, Дисциплинарный комитет и Секретариат Центрального комитета ПБСП. Вступающий в ряды партии должен был пойти два этапа — официально стать сочувствующим, а затем кандидатом в члены ПБСП. Под руководством партии действовали массовые организации рабочих, крестьян, молодёжи, ветеранов, писателей и журналистов.

## Однопартийное государство
23 марта 1964 года Партия бирманской социалистической программы издала декрет под названием «Закон, защищающий национальное единство», согласно которому все остальные партии запрещались. Вся власть переходила в руки партии, возглавляемой захватившим власть в 1962 году У Не Вином.
Конституция 1974 года закрепляла главную и ведущую роль партии. Статья 11-я Конституции гласила: «В стране существует однопартийная система. Партия бирманской социалистической программы является единственной политической партией, и ей принадлежат властные полномочия». По сути, это было провозглашение де-юре ситуации, бывшей де-факто с 1964 года.
Тогда же всех учителей, врачей, инженеров, государственных служащих, других специалистов обязали в трёхмесячный срок пройти курсы идеологического образования. Возросла роль секретной полиции, задачей которой являлось выявление инакомыслящих и «политически неблагонадёжных» граждан.
В 1977 году в партии имели место «чистки», во время которых наказанию подвергались обвинённые в «левом уклоне» и симпатиях к коммунистам.
После скоропостижной смерти 9 ноября 1981 года Генерального секретаря партии У Таун Чжи на внеочередном IV пленуме ЦК новым Генеральным секретарём был избран заместитель генсека У Эй Ко, позже избранный секретарём Госсовета.

## Молодёжное крыло
В 1964 году при партии была сформирована молодёжная студенческая организация; аналогичная была создана для школьников. Также возникли движения «Красная гвардия» и «Юные пионеры».

## Кризис
С 23 по 26 июля 1988 года проходил Внеочередной Съезд Партии. На открытии съезда председатель партии У Не Вин неожиданно объявил о том, что он сожалеет о страданиях и крови во время мартовских и июньских событий (имелись в виду студенческие демонстрации в марте и июне 1988 года, жестоко подавленные полицией; во время разгона демонстраций погибло или пострадало множество человек) и желает сложить с себя полномочия главы партии. Он заявил, что его заместитель и ряд других высших руководителей партии и страны также готовы подать в отставку. По словам У Не Вина, демонстрации ясно показали, что народ не доверяет правительству и партии. Также У Не Вин предложил провести в сентябре того же года референдум, на котором граждане должны были высказаться за или против сохранения однопартийной политической системы.

## Упадок
Решением Съезда были удовлетворены прошения об отставке У Не Вина (председателя партии) и Сан Ю (его заместителя). Однако Генеральный секретарь и другие высшие чиновники сохранили свои должности в партии. Также Съезд не поддержал идею о референдуме. На пост председателя был назначен давний соратник У Не Вина — Сейн Лвин.
Назначение Сейн Лвина и отказ от проведения референдума спровоцировали новые массовые акции протеста по всей стране (начавшиеся 8 августа), жестоко подавленные полицией и войсками; количество жертв среди демонстрантов достигло несколько сотен. 12 августа Сейн Луин ушёл в отставку сразу с обоих постов — председателя партии и президента страны. 19 августа Центральный комитет партии избрал председателем Маунг Маунга. На следующий день Маунг Маунг был также назначен Народным Советом (парламентом) на должность Президента. Это вызвало новые, ещё более ожесточённые, акции протеста.
10 сентября Партия бирманской социалистической программы приняла решение о проведении в стране референдума на тему построения многопартийной политической системы в стране. Парламент постановил, что данный референдум должен состояться не ранее, чем через 45, но не позже, чем через 90 дней. Тем не менее, акции протеста продолжались; демонстранты требовали отставки Маунг Маунга.
18 сентября 1988 года в стране произошёл переворот. Власть захватил Государственный совет мира и развития под руководством генерала Со Маунга. 24 сентября БПСП была переформирована в Партию национального единства. Партию возглавил У Та Гьяу, бывший армейский офицер, занимавший с 1974 года один из министерских постов.

## Председатели партии
- Не Вин — 4 июля 1962 – 23 июля 1988
- Сейн Лвин — 16 июля – 12 августа 1988
- Маун Маун — 19 августа – 18 сентября 1988

## Съезды партии
- 1-й — 28 июня – 11 июля 1971
- 2-й — октябрь 1973
- 3-й — февраль 1977
- 4-й — август 1981
- 5-й — октябрь 1985

Внеочередные:
- Апрель 1973
- Октябрь 1976
- Ноябрь 1977
- Июль 1988
- Сентябрь 1988